# Northia
Northia là một chi thực vật thuộc họ Sapotaceae.
Chi có các loài sau:
- Northia brevitubulata
- Northia confusa
- Northia hornei
- Northia seychellana
- Northia vitiensis